# 4607 Seilandfarm
A 4607 Seilandfarm (ideiglenes jelöléssel 1987 WR) a Naprendszer kisbolygóövében található aszteroida. Kin Endate,  Vatanabe Kazuró fedezte fel 1987. november 25-én.